# Пронозівка
Проно́зівка — село в Україні, у Градизькій селищній громаді Кременчуцького району Полтавської області. Населення становить 854 осіб. Колишній центр Пронозівської сільської ради. День села — День Святої Трійці.

## Географія
Село розташоване за 45 км від м. Глобине на березі Кременчуцького водосховища.
Площа населеного пункту — 293,6 га.

## Історія

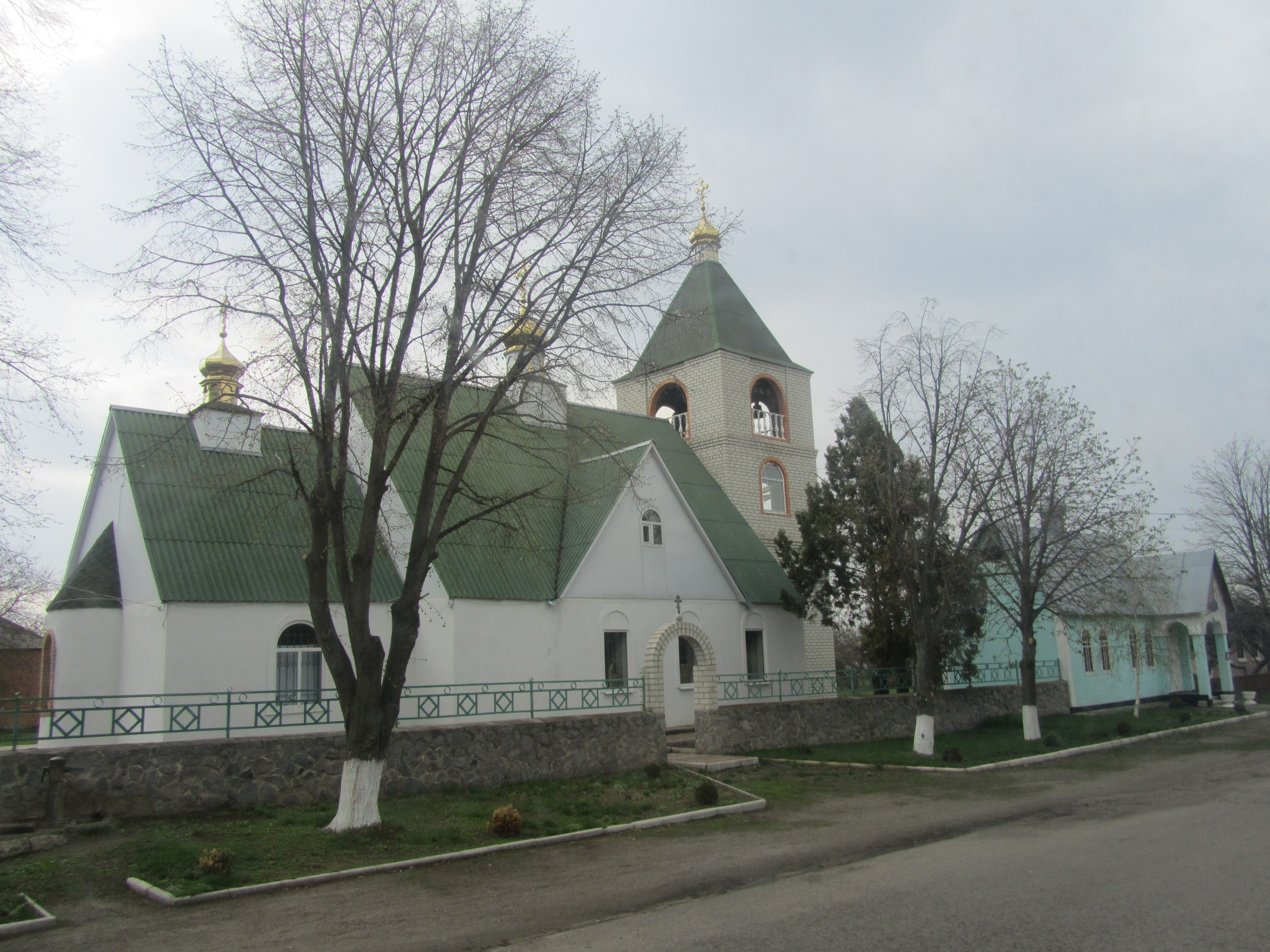
Храм у Пронозівці

Засноване на початку XVII століття під назвою Великий Узвіз. За даними перепису 1765–1769 років входило до складу Чигирин-Дібровської сотні Лубенського полку.
1781 року ввійшло до складу Городиського повіту Київського намісництва, з 1796 року — у Кременчуцькому повіті Малоросійської губернії. За переписом 1859 року в селі — 218 дворів, 1411 жителів, в 1910 році в Пронозівці 232 двори, 1348 жителів.
1923 року Пронозівка як центр сільради ввійшла до складу Градизького району Кременчуцького округу.
У зв'язку із утворенням Кременчуцького водосховища Пронозівку наприкінці 50-х років повністю перенесено на нове місце. 1962 року віднесено до складу Глобинського району.

## Населення
Станом на 1 січня 2011 року населення села становить 744 громадяни з кількістю дворів — 453.
- 1859 — 1411, 218 двори
- 1910 — 1348, 232 двори
- 2001 — 854
- 2011 — 744, 453 двори

### Мова
Розподіл населення за рідною мовою за даними перепису 2001 року:
| Мова            | Кількість | Відсоток |
| --------------- | --------- | -------- |
| українська      | 814       | 95.32%   |
| російська       | 28        | 3.28%    |
| вірменська      | 10        | 1.17%    |
| інші/не вказали | 2         | 0.23%    |
| Усього          | 854       | 100%     |

## Економіка
В селі розташована центральна садиба ТОВ СГП «Надія», їдальня та пекарня господарства, магазини продовольчих та господарських товарів.
Господарство має також молочно-товарну ферму, автопарк, тракторну бригаду.

## Інфраструктура

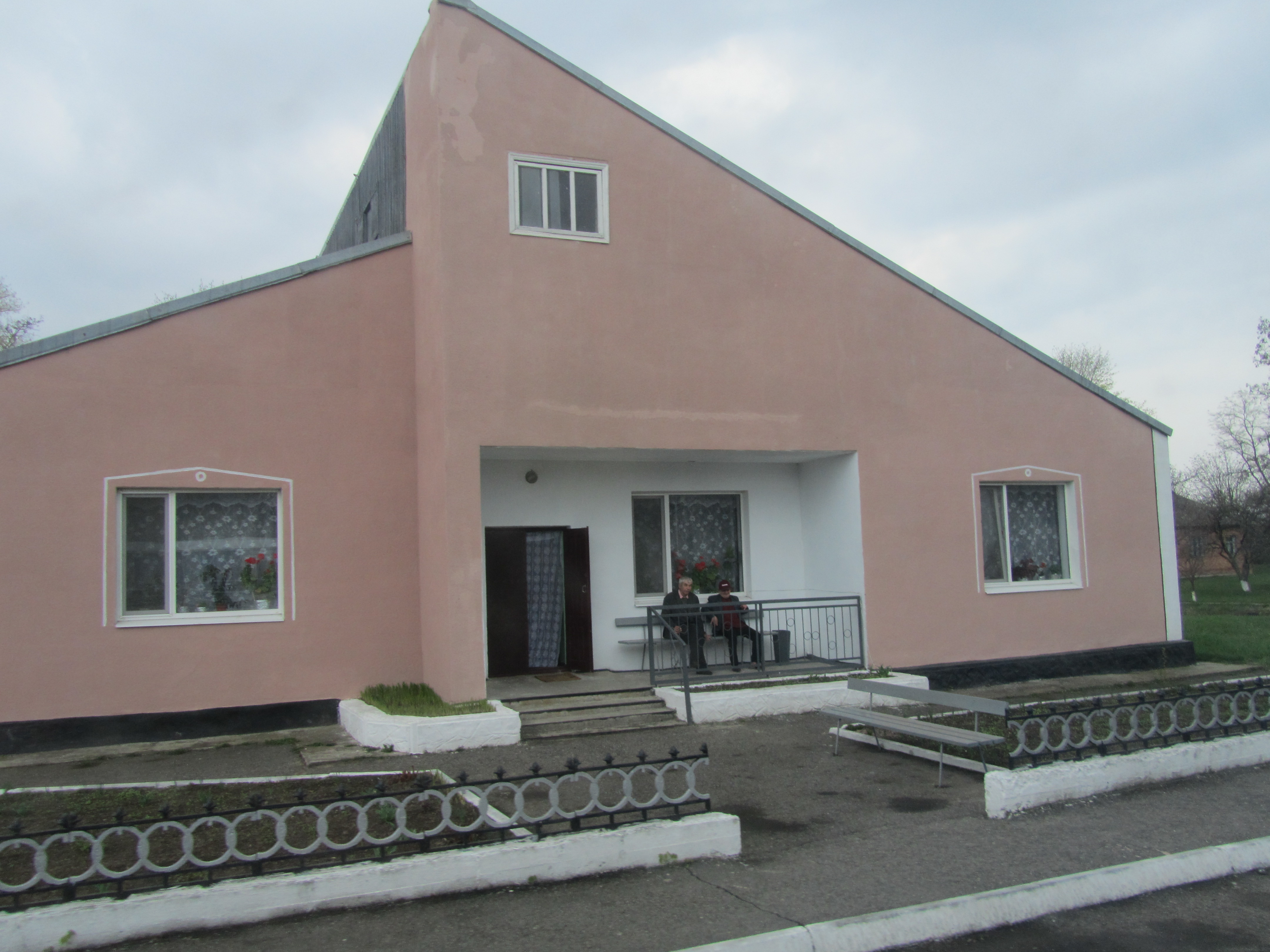
Лікарня у Пронозівці

В селі розташовані приміщення сільської ради, також є
- аптека
- Пронозівська сімейна амулаторія загальної практики сімейної медицини
- Пронозівська загальноосвітня школа I—III ступеня
- Пронозівський сільський будинок культури
- сільська бібліотека
- церква
- їдальня та пекарня господарства
- магазини продовольчих та господарських товарів

Село газифіковане.

## Пам'ятники
В центрі села встановлено меморіальний комплекс на братській могилі радянських воїнів, що загинули в 1943 році та пам'ятник воїнам-односельцям, що загинули в роки Другої Світової війни, на приміщенні загальноосвітньої школи — меморіальний знак на честь воїна-інтернаціоналіста О. Ю. Куницького (1989).

## Відомі люди
В селі народилися:
- Бокий Іван Сидорович — український політик, народний депутат України III, IV і V скликань Верховної Ради України від Соціалістичної партії.
- Клад Максим Романович — український кікбоксер, чемпіон світу з кікбоксингу серед юнаків

Бабенко Олексій Олександрович — Інспектор сектору реагування патрульної поліції відділення поліції 2 Кременчуцького районного управління поліції Головного управління Національної поліції в Полтавській області 
лейтенант поліції 